# Giánkos Pesmazóglou
Giánkos (Ioánnis) Pesmazóglou (en grec moderne : Γιάγκος "Ιωάννης" Πεσμαζόγλου), né en 1918 à Chios et mort en 2003 à Athènes, est un économiste et un homme politique grec. Il est député européen lors de la 1re législature.